# Brampton (North East Derbyshire)
Pour les articles homonymes, voir Brampton.
Brampton est une paroisse civile du Derbyshire, en Angleterre.